# Menhir de Jílové u Prahy
Le menhir de Jílové u Prahy, connu également sous le nom de « Rocher de dieu » (en tchèque : Boží skála), est un mégalithe situé près de la commune de Jílové u Prahy, en République tchèque.

## Situation
Le menhir se situe à environ deux cents mètres au sud-est de Jílové u Prahy, à une vingtaine de kilomètres au sud-sud-est de Prague ; il se trouve dans un pré, à proximité de la route 105.
À quelques centaines de mètres au nord-nord-est se trouve un autre menhir.

## Description
La pierre mesure environ 1,80 m de hauteur ; elle se dresse entre deux arbres, et est surmontée d'une croix,.